# Parkers Pepping

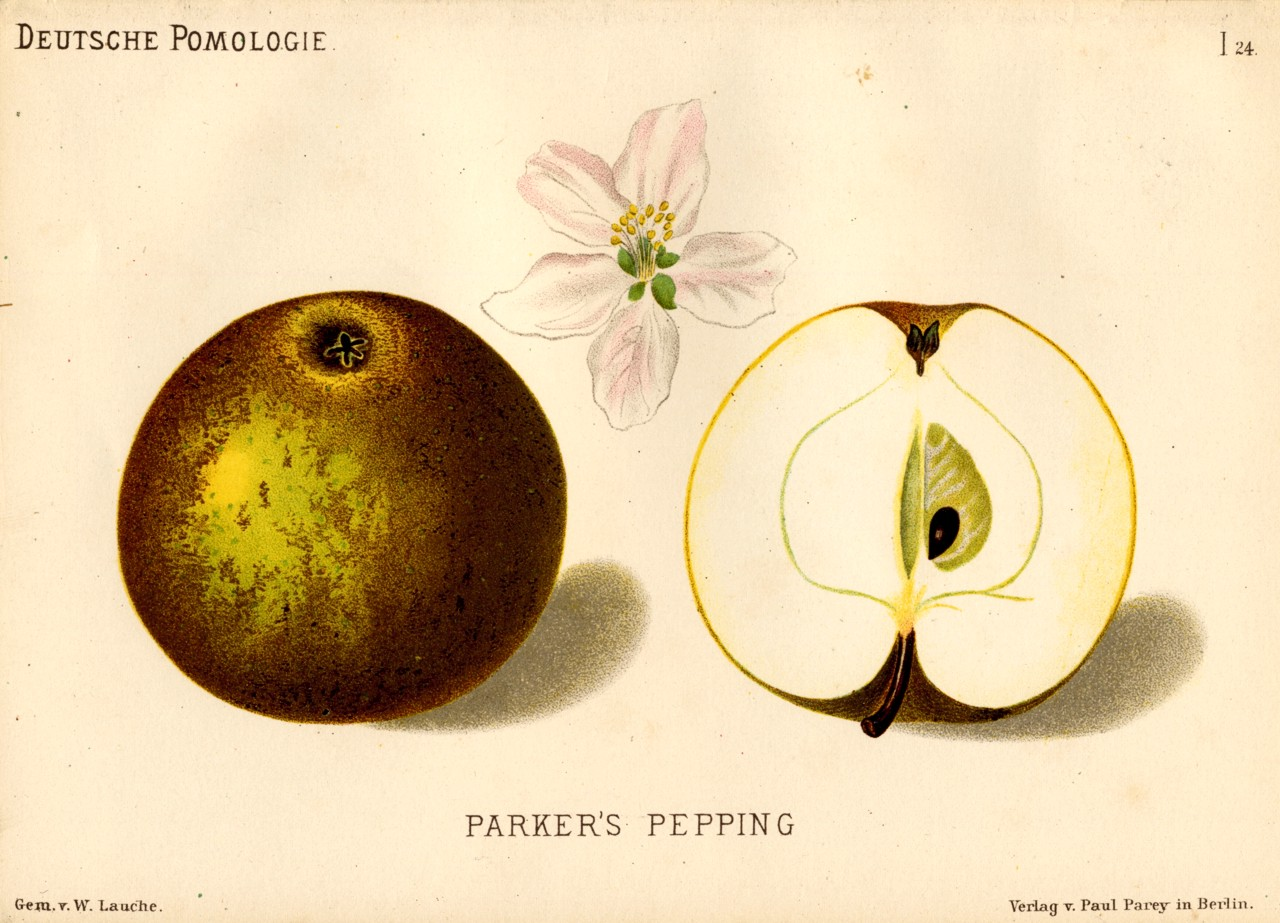
Parkers Pepping, Skizze von 1882

Der Parkers Pepping, oder auch Rabau genannt, ist eine zu den Lederäpfeln sowie zu den Winteräpfeln zählende Apfelsorte des Kulturapfels.

## Herkunft
Der Parkers Pepping wurde im frühen 19. Jahrhundert von einer englischen Gartenbaugesellschaft verbreitet. Er wird heute noch von einigen Baumschulen vertrieben.

## Eigenschaften
Der kleine bis mittelgroße, runde Apfel weist eine meist vollkommen mit graubraunem Rost überzogene Schale auf. Ansonsten hat er eine grünlich-gelbe, der Sonne zugewandt auch leicht rötliche Schale. Das Fruchtfleisch ist anfangs grün-gelblich, mit voranschreitender Fruchtreife auch gelblich-weiß. der Geschmack ist leicht weinsäuerlich, süß und würzig.
Pflückreif ist der Parkers Pepping Mitte bis Ende Oktober. Seine Genussreife erlangt er allerdings erst nach einer Lagerung von ca. zwei Monaten und ist dann unter geringen Lagerverlusten bis April lagerfähig.
Der Baum besitzt einen langsamen Wuchs und bildet eine kleine, breitrunde Krone. Er trägt oft und reichlich Früchte, auch wenn der Besitzer von Baumschnitt nicht viel versteht. Er stellt wenig Ansprüche an Boden und Klima und wächst bei reichlich feuchtem Boden auch in höheren Lagen. Der Parkers Pepping ist durchaus resistent gegenüber Krankheiten und ist sturmfest.